# Rizspinty

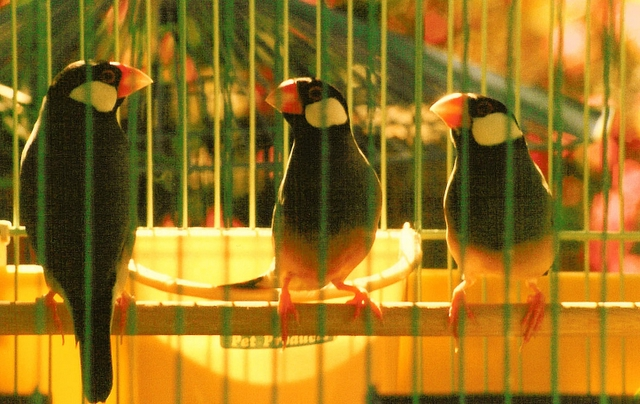
Fogságban tartott rizspintyek

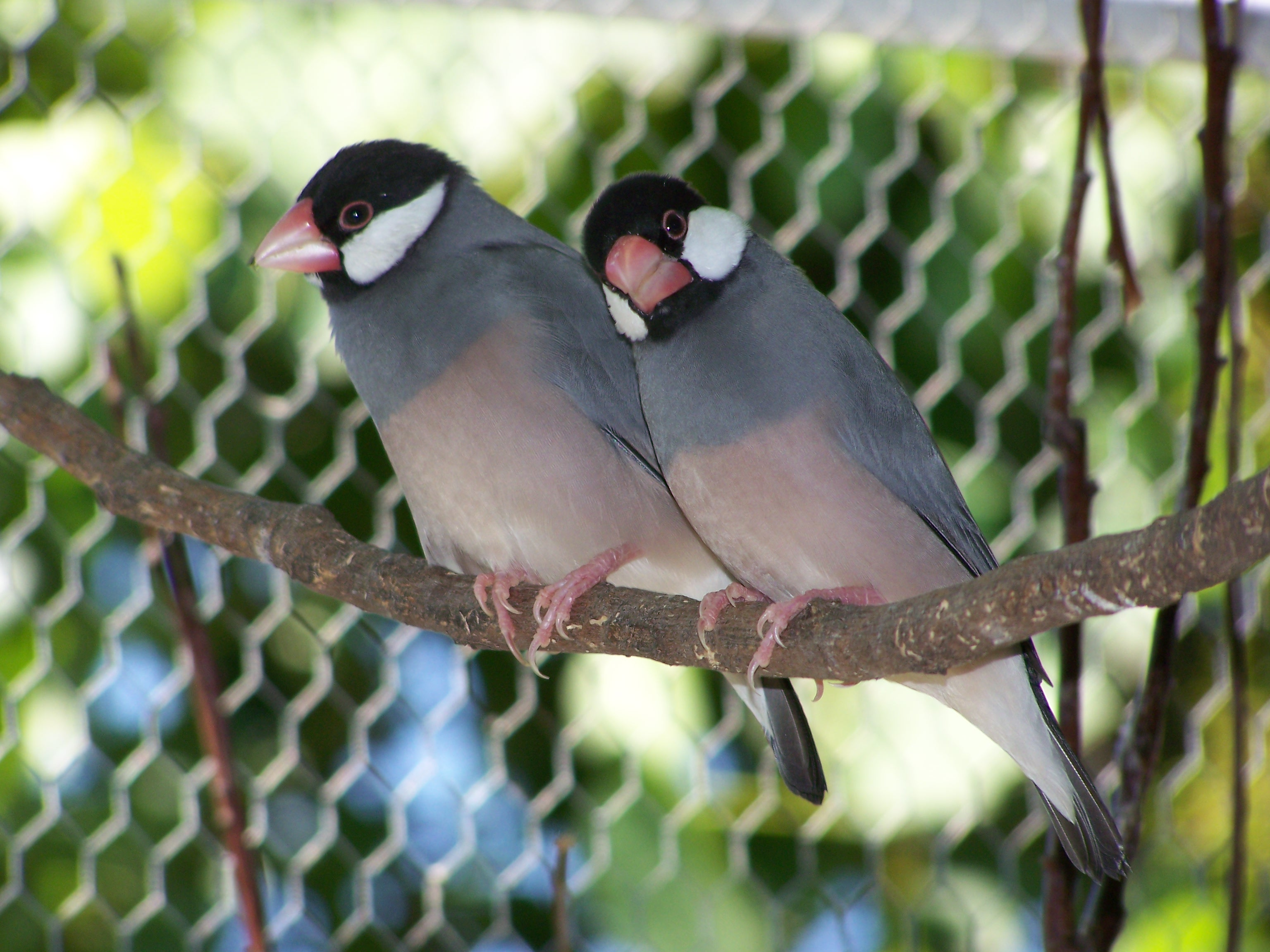

A rizspinty (Lonchura oryzivora)  a madarak osztályának verébalakúak (Passeriformes) rendjébe és a díszpintyfélék (Estrildidae) családjába tartozó faj.

## Rendszerezés
A besorolása vitatott, egyes rendszerezők a Padda nembe sorolják Padda oryzivora néven.

## Előfordulása
Eredeti élőhelye Indonézia szigetvilága, ezen belül is elsősorban Jáva, Bali, Szumátra és Borneó szigetén terjedt el. 
Valószínűleg eredetileg csak Jáva, Bali és Madura szigetén élt, Indonézia többi részére, így Szumátrára, Borneóra, Celebeszre, a Molukka-szigetekre és a Kis-Szunda-szigetekre csak betelepítették.
A rizspinty a legelső fogságban szaporított díszpintyféle. Ázsiai hazájában nagyon kedvelt kalitkamadár és sokfelé betelepítették szerte a Földön.
Eredeti élőhelyén kívül megtalálható, Ázsiában Kínában, Tajvanon Japánban, a Fülöp-szigeteken, Mianmarban, Thaiföldön, Srí Lanka szigetén, Malajziában, Afrikában Tanzániában és a hozzá tartozó Zanzibár szigetén, Amerikában az USA több államában, így például Floridában, valamint Puerto Rico szigetén de olyan helyeken is élnek kolóniái, mint például Szent Ilona szigete, a Hawaii-szigetek, a Fidzsi-szigetek vagy a Karácsony-sziget.
Több hely is van, ahol nem sikerült meghonosítani, mint például India, Ausztrália, Új-Zéland, a Comore-szigetek, a Seychelle-szigetek és Mauritius, pedig történtek rá kísérletek,
Betelepített populációi világszerte virulnak, de eredeti őshazájában, Jáván és Balin egyre ritkábbá vált, mivel ezek a szigetek Indonézia legsűrűbben lakott részei és a rizsvetésekben végzett kártékony tevékenysége miatt intenzíven irtották a fajt. Emiatt a fajt a Természetvédelmi Világszövetség a „sebezhető” kategóriába sorolja.

## Megjelenése
A rizspinty nagyobb, zömök testű díszpintyfélék közé tartozik. Testhossza csőrétől a farokig 14 centiméter. Természetesen ezen faj példányai között is nagy eltérések lehetnek. Vannak olyanok, melyek nem sokkal nagyobbak a zebrapintyeknél, de ugyanakkor vannak 15-16 cm-t is elérő példányok. 
Tollazata mindig fényes, fémesen csillogó, páncélszerű. Az eredeti vad színezetű madarak fejét csuklyához hasonló formában, koromfekete, fényes tollsipka borítja, melyen kontrasztot jelent a kétoldali hófehér pofafolt. Testének nagy részét, így a hátát, a szárnyait és a mellkasát  egységes fényes szürke tollruha fedi. Hasának alsó tájéka a mellkastól, a farktollakig, barnásból a fehérbe vált. A faroktollak feketék, a madár általában zárva tartja őket. 
Erőteljes, vaskos csőre a hegyétől a tövéig fehérből az élénk pirosba vált. Erős, testének méretéhez képest is nagyra nőtt csőrével a keményebb magvakat is meghántja. Jellemzői bélyegei vaskos lábai és a szemét körülvevő piros gyűrű, mely a hímeknél sötétebb és pozsgásabb.

## Életmódja
Életmódja tekintetében gyakran hasonlítják a rizspintyet Európában, így Magyarországon is elterjedt mezei verébhez azon tulajdonsága miatt, hogy az emberlakta, vagy az ember által művelt területeket választja lakóhelyéül.
Hatalmas csapatokba verődve tölti az év nagy részét, csak a párzás, fészekrakás és fiókanevelés idején él párosával. Táplálékának jelentős részét teszi ki a rizs, a gazdálkodó emberek legnagyobb sajnálatára, ugyanis aratás előtt, érésekor hatalmas seregeik támadják meg a rizsföldeket, ahol tetemes károkat okoznak. Ebben az időszakban szinte egyetlen táplálékuk a rizs.

## Szaporodása
A rizspinty 3-6 hónapos korára válik ivaréretté. 
Laza szerkezetű, gömb alakú, zárt fészket épít. Durva fűszálakat, illetve szénaszálakat használ fészeképítéshez. 6-7 hófehér tojást rak. A tojásokon a tojó és a hím 15 napig kotlik, majd a kikelt fiókákat 4 hétig közösen etetik a fészekben. 4 hét után a kicsik teljesen kitollasodva hagyják el a fészket, de oda még hetekig vissza-vissza térnek esténként. Ekkor a szülők még körülbelül 2 hétig etetik őket.

## Egyéb
A rizspinty legrégebben tartott, tenyésztett és Európába importált díszpintyfaj. Kínában már 400 évvel ezelőtt kitenyésztették a vad színezettől eltérő fehér színváltozatát. Azóta további színváltozatokat is kitenyésztettek, így fahéjszínűt, krémszínűt, ezüstöset és kékes árnyalatút is.
A faj őshazájában is az ember közelségét keresi és főképpen a városok, lakott települések körül található. Egyrészt ezért, másrészt, hogy az ember már évszázadok óta tenyészti, tartása és szaporítása nem okoz gondot, hasonlóan a zebrapintyhez, a rizspinty is domesztikálódott. Kezdő díszmadár-tartóknak szokták javasolni, mivel könnyen tartható és szaporítható is.